# سلفادور (فلم)
سلفادور (بالإنجليزية: Salvador) هو فيلم دراما حربي أمريكي من إخراج أوليفر ستون وبطولة جيمس وودز، جيمس بيلوشي، مايكل ميرفي، جون سافاج، إلبيديا كاريو وسينثيا جيب، صدر الفيلم في 5 مارس 1986.
يتحدث الفيلم عن صحفي أمريكي يغطي الحرب الأهلية السلفادورية، ويظهر في الفيلم مشهد اغتيال الراهب أوسكار روميرو.

## روابط خارجية
- سلفادور على موقع IMDb (الإنجليزية)
- سلفادور على موقع الموسوعة البريطانية (الإنجليزية)
- سلفادور على موقع روتن توميتوز (الإنجليزية)
- سلفادور على موقع نتفليكس (الإنجليزية)
- سلفادور على موقع قاعدة بيانات الأفلام العربية
- سلفادور على موقع ألو سيني (الفرنسية)
- سلفادور على موقع Turner Classic Movies (الإنجليزية)
- سلفادور على موقع أول موفي (الإنجليزية)
- سلفادور على موقع بوكس أوفيس موجو (الإنجليزية)
- سلفادور على موقع فيلمافينيتي (الإسبانية)

لا توجد روابط لمواقع التواصل الاجتماعي.